# Ходзеж (гміна)
Гміна Ходзеж (пол. Gmina Chodzież) — сільська гміна у північно-західній Польщі. Належить до Ходзезького повіту Великопольського воєводства.
Станом на 31 грудня 2011 у гміні проживало 5773 особи.

## Територія
Згідно з даними за 2007 рік площа гміни становила 212.74 км², у тому числі:
- орні землі: 44.00%
- ліси: 49.00%

Таким чином, площа гміни становить 31.26% площі повіту.

## Населення
Станом на 31 грудня 2011:
| Опис     | Загалом | Загалом | Чоловіки | Чоловіки | Жінки | Жінки |
| -------- | ------- | ------- | -------- | -------- | ----- | ----- |
| одиниця  | осіб    | %       | осіб     | %        | осіб  | %     |
| все      | 5773    | 100     | 2915     | 50.49    | 2858  | 49.51 |
| міське   | 0       | 100     | 0        |          | 0     |       |
| сільське | 5773    | 100     | 2915     | 50.49    | 2858  | 49.51 |

## Сусідні гміни
Гміна Ходзеж межує з такими гмінами: Будзинь, Качори, Марґонін, Мястечко-Краєнське, Уйсце, Ходзеж, Чарнкув, Шамоцин.